# Сигурд Маркусфостре
Сигурд Маркусфостре (на норвежки: Sigurd Sigurdsson Markusfostre), (ок.1155-29 септември 1163), е претендент за трона по време на гражданската война в Норвегия. Той е незаконороден син на Сигурд II Мун и бил отгледан от Маркус от Рингсакер затова става известен с името Маркусфостре (отгледан от Маркус).
Когато през 1162 г. Хокон Хедебрей загива в битка, неговите поддръжници обявяват Сигурд Маркусфостре за крал, но на една много малка част от Норвегия. На следващата година войската на Сигурд била разбита от Ерлинг Скаке, а самият Сигурд бил заловен и на 29 септември 1163 г. обезглавен.